# بارا ماچهوا
بارا ماچهوا (به لاتین: Bara Machhua) یک روستا در بنگلادش است که در استان باریسال و در ناحیه پیروج‌پور واقع شده است.